# Segelsällskapet Svearna

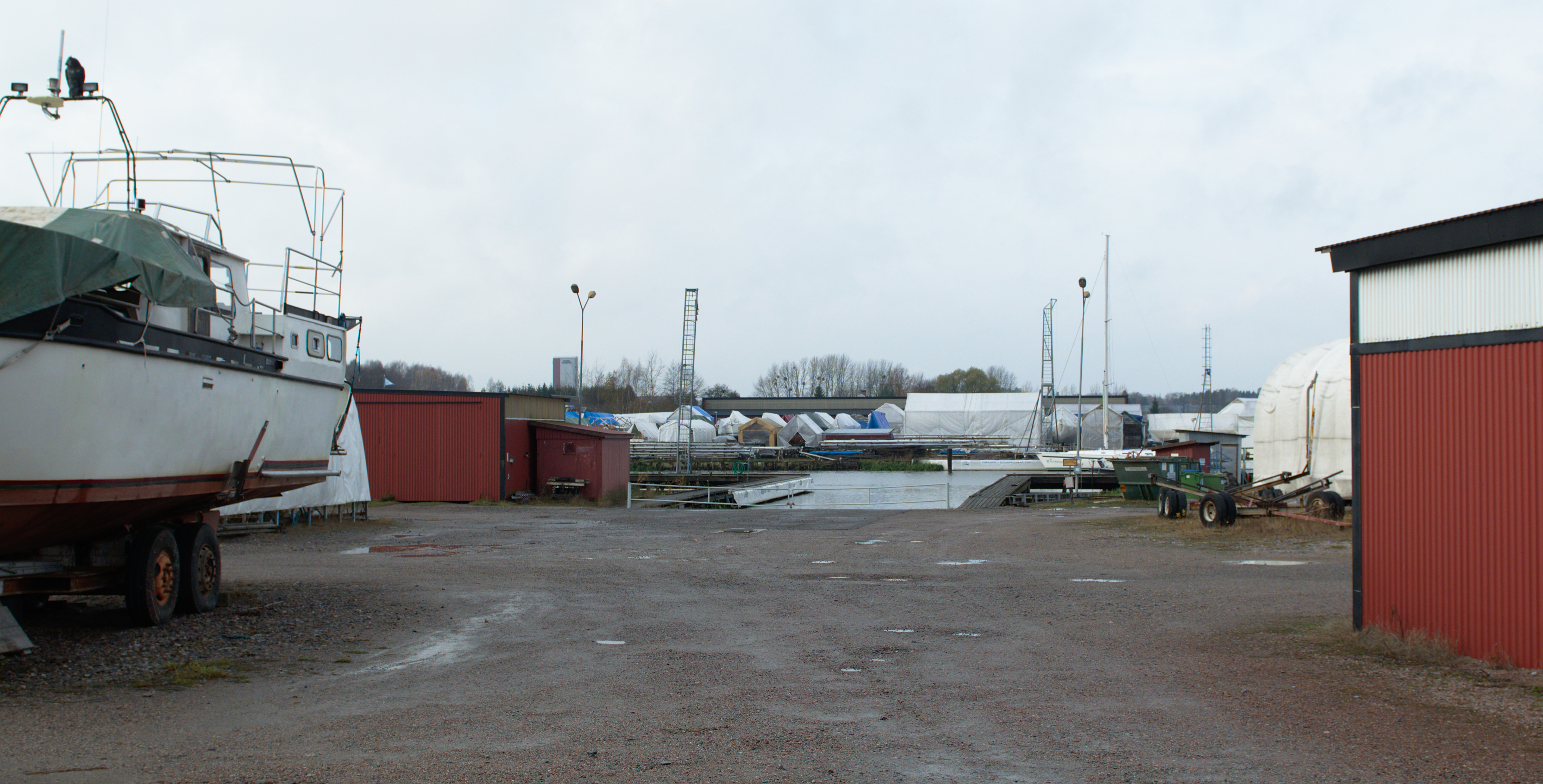
Segelsällskapet Svearnas varv vid Skeppartorp.

Segelsällskapet Svearna, SSSV. Segelsällskap från Eskilstuna/Torshälla, bildat 1905 av Axel Jansson. Antalet medlemmar är 501 och antalet registrerade båtar 230